# Lac Lezama
Pour les articles homonymes, voir Lezama.
Le lac Lezama, en Argentine, est un lac andin d'origine glaciaire situé à l'ouest de la province de Chubut, dans le département de Futaleufú, en Patagonie. 

## Situation
Le lac Lezama s'allonge du nord-est vers le sud-ouest sur quelque 7 kilomètres. Il est situé une vingtaine de kilomètres au nord-est du parc national Los Alerces, hors du périmètre de celui-ci. 

Il occupe le centre d'une large zone plane appelée Valle de El Cajón, dominée par le Cerro Tres Picos au nord-ouest (culminant à 2432 mètres) et le plissement préandin appelé Cordón Leleque, à l'est et au sud-est.

## Émissaire et río Futaleufú
Son émissaire se jette en rive droite dans l' arroyo Blanco venu du nord-est. Celui-ci - qui reçoit également les eaux de l' arroyo Los Mosquitos, émissaire du lac Carlos Pellegrini - conflue en rive gauche avec le río Carrileufú, peu avant que ce dernier ne débouche dans le lac Rivadavia. 

L'émissaire de ce dernier lac, le río Rivadavia est l'un des affluents du lac Futalaufquen par l'intermédiaire du lac Verde et du río de los Arrayanes. L'émissaire final de cette série de lacs et de cours d'eau est le río Futaleufú.